# 富國機場
富國機場（越南语：／*/?），又名陽東機場，是越南堅江省富國島的國內機場。機場主要服務來该島各海灘的旅客。富國機場客流量在是越南各機場排位第六。跑道长2100米，宽30米。该机场已停用。越南航空總局在富國島建了一個跑道长3000米新國際機場，每年能處理二百萬旅客。